# Ormiston Gorge
Ormiston Gorge är en ravin i Australien. Den ligger i territoriet Northern Territory, omkring 1 300 kilometer söder om territoriets huvudstad Darwin.
Trakten runt Ormiston Gorge är nära nog obefolkad, med mindre än två invånare per kvadratkilometer.. Det finns inga samhällen i närheten.
Omgivningarna runt Ormiston Gorge är i huvudsak ett öppet busklandskap. Genomsnittlig årsnederbörd är 350 millimeter. Den regnigaste månaden är februari, med i genomsnitt 81 mm nederbörd, och den torraste är augusti, med 1 mm nederbörd.